# Arroyo Curupí (Arroyo Guaviyú)
El arroyo Curupí  es un pequeño curso de agua uruguayo, ubicado en el departamento de Artigas, perteneciente a la cuenca hidrográfica del río Uruguay. Nace en la cuchilla Guaviyú y desemboca en el Arroyo Guaviyú.